# Aeshna serrana
Aeshna serrana är en trollsländeart som beskrevs av Carvalho och Salgado 2004. Aeshna serrana ingår i släktet mosaiktrollsländor, och familjen mosaiktrollsländor. Inga underarter finns listade i Catalogue of Life.